# Alphonsus (Mondkrater)

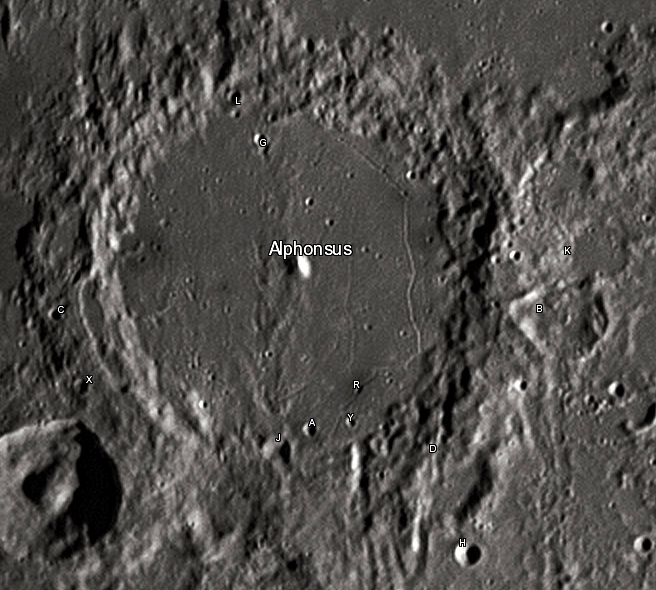
Alphonsus mit beschrifteten Nebenkratern

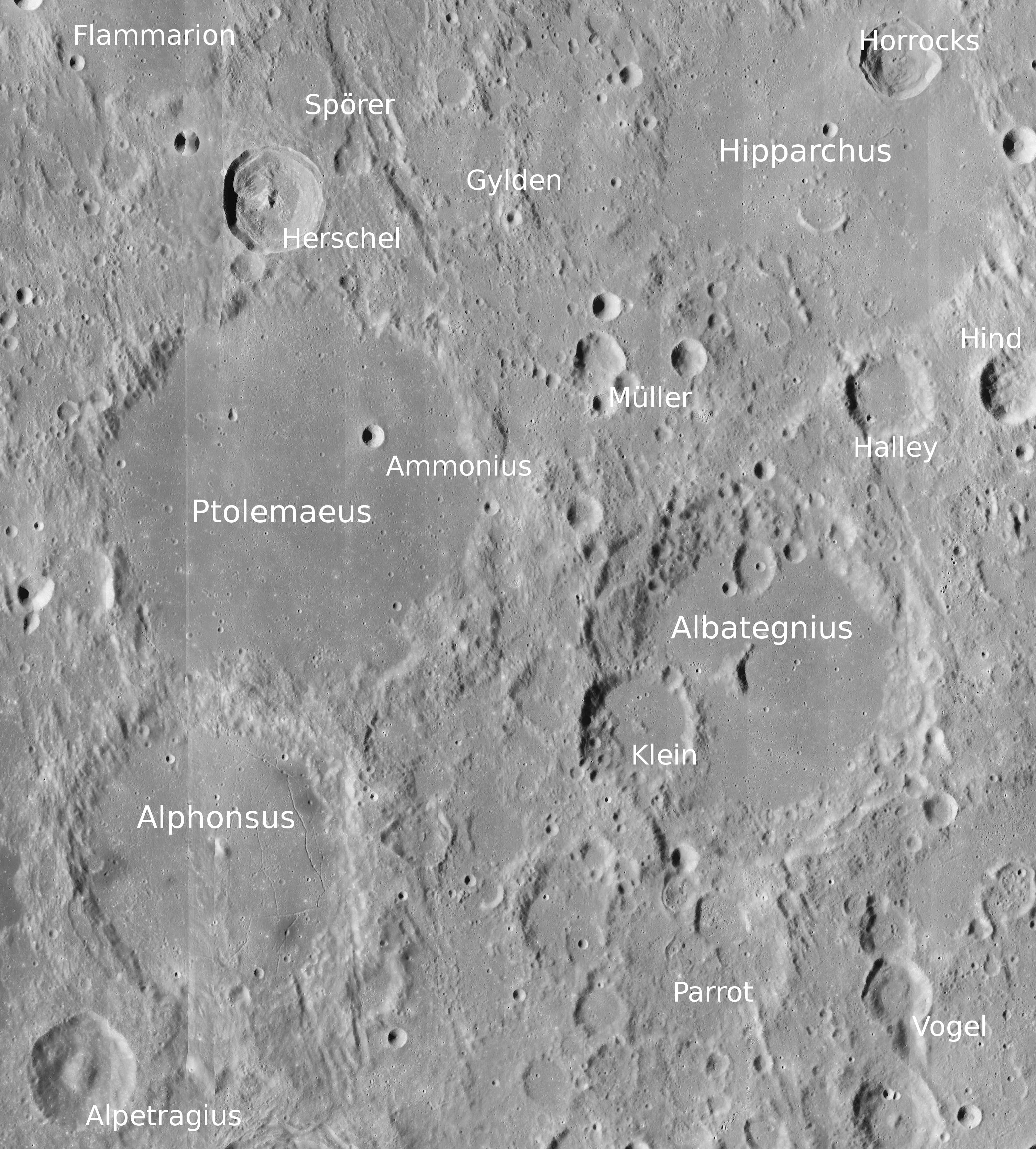
Alphonsus und seine Umgebung, von LROC (WAC) aufgenommen

Alphonsus ist ein Mondkrater mit 117 km Durchmesser am östlichen Rand des Mare Nubium, unmittelbar südlich des Kraters Ptolemaeus. Er ist nach König Alfons X. von Kastilien benannt.
Die Wälle des Kraters erheben sich bis zu 3 km über den Kraterboden. Ein in Nord-Süd-Richtung verlaufender, 15 km breiter, gratartiger Rücken teilt den Kraterboden und tangiert einen etwa 1 km hohen Zentralberg. Auf dem weitgehend ebenen Kraterboden verläuft ein System von Mondrillen, die Rimae Alphonsus.
Der Astronom Nikolai Alexandrowitsch Kosyrew entdeckte bei Alphonsus 1958 das transiente Mondphänomen, eine rötliche Verschleierung, deren Ursache in aus dem Mondgestein austretendem molekularem Kohlenstoff und der UV-Strahlung der Sonne liegen dürfte.
1965 schlug die Raumsonde Ranger 9 am Ende ihrer Mission im Nordosten des Kraters ein, nachdem sie bis zu ihrem Einschlag hochauflösende Bilder übermittelt hatte. In dieser Region wurden die nur etwa 1 bis 3 km großen Krater Chang-Ngo, Ravi, Monira, José und Soraya benannt.
| Buchstabe | Position          | Durchmesser | Link |
| --------- | ----------------- | ----------- | ---- |
| A         | 14,88° S, 2,32° W | 4 km        |      |
| B         | 13,25° S, 0,24° W | 23 km       |      |
| C         | 14,41° S, 4,92° W | 3 km        |      |
| D         | 14,97° S, 0,93° W | 24 km       |      |
| G         | 12,37° S, 3,44° W | 4 km        |      |
| H         | 15,63° S, 0,59° W | 7 km        |      |
| J         | 15,14° S, 2,58° W | 8 km        |      |
| K         | 12,61° S, 0,16° W | 21 km       |      |
| L         | 12,04° S, 3,77° W | 4 km        |      |
| R         | 14,41° S, 1,98° W | 3 km        |      |
| X         | 15° S, 4,51° W    | 5 km        |      |
| Y         | 14,72° S, 1,97° W | 3 km        |      |